# کاپلات
کاپلات (به اسپانیایی: Capolat) یک شهرستان در اسپانیا است که در استان بارسلون واقع شده‌است.

## خصوصیات
کاپلات ۳۴٫۱۳ کیلومترمربع مساحت و ۷۶ نفر جمعیت دارد و ۱٬۲۷۹ متر بالاتر از سطح دریا واقع شده‌است.